# Glenea meridionalis
Glenea meridionalis är en skalbaggsart som beskrevs av Maurice Pic 1943. Glenea meridionalis ingår i släktet Glenea och familjen långhorningar. Inga underarter finns listade i Catalogue of Life.